# طارق الحمداني
طارق نافع الحمداني كاتب ومؤرخ أكاديمي عراقي .

## سيرته
الأستاذ طارق نافع حميد الحمداني، التاريخ الحديث، العراق
الشهادة : دكتوراه من انكلترا ، المملكة المتحدة ، جامعة مانجستر 1980
التخصص : التاريخ حديث
الدرجة العلمية : استاذ منذ عام 1992
النشاط العلمي :
التدريسي في كلية التربية ابن الرشد - جامعة بغداد في الدراسات العليا والاولية منذ عام 1980
الاشراف على رسائل الماجستير والدكتوراه في جامعة بغداد والجامعات العراقية الاخرى (عدد ما اشرف علية يزيد عن 100 اطروحة ورسالة )
مناقشة اطاريح ورسائل بالعشرات في الجامعات العراقية ويربو على 100
عضو في عدد من الاتحادات والجمعيات العلمية العراقية والعربية
المشاركة في المؤتمرات والندوات التي قامت بها الجامعات العراقية والعربية والاجنبية منذ 1983 ولحد الان
شهادات شكر وتميز تربو على 100 (من وزير ، رئيس جامعة ، رئيس مؤسسة ، عميد )
لجنات علمية (كلية ، وزارة ، مؤسسة علمية ) عدد 20
تقيم اعمال أكاديمية ( رسائل واطاريح جامعة ، بحوث ترقيات ، تقيم كتب للنشر ، تقيم بحوث للنشر في المجالات).

## أهم المؤلفات
ألف العديد من الكتب التي يزيد عددها عن 30 كتاب (منفرد ومشترك مع اخرين).
ولهُ بحوث ومقالات منشورة في المجلات العلمية العراقية والعربية، بالاضافة إلى البحوث المشارك فيها في ندوات ومؤتمرات داخل وخارج العراق، يزيد عددها عن (150) بحث.

## تلاميذه
تخرج على يديه الكثير من طلبة، وصل بعضهم اليوم إلى مرتبة الاستاذية منهم:
- طاهر خلف البكاء
- اسعد محمد زيدان الجوادي
- اسيل عبد الستار
- انعام مهدي السليمان
- محمود عبد الواحد محمود القيسي
- باسم حطاب حبش الطعمة
- حنا عزو بهنان
- خليل إبراهيم صالح المشهداني
- جاسم محمد هادي القيسي
- نايف محمد حسن الاحبابي
- نذير جبار الهنداوي
- بشرى محمود صالح الزوبعي
- أنيس عبد الخالق
- سحر أحمد ناجي
- رياض جاسم حسن الاسدي
- جمال الدين فالح الكيلاني
- عبد المجيد عبد اللطيف العاني
- عمر محمد جعفر القرالة
- عبد الله حميد العتابي
- أحمد ناطق إبراهيم

## تكريمه
عقد بيت الحكمة بالتعاون مع قسم التاريخ في كلية الاداب في جامعة بغداد بتاريخ 19 أيلول 2012م ندوة لتكريم وكانت تحت عنوان «طارق الحمداني..منهجيته واسهاماته الأكاديمية والإنسانية» عرفاناً بدوره العلمي واسهاماته الأكاديمية التي قدمها طوال حياته.